# Seznam skladatelů vážné hudby, Y
Seznam skladatelů vážné hudby podle abecedy:
A – B –
C – Č –
D – E – 
F – G –
H – Ch –
I – J –
K – L –
M – N –
O – P –
Q – R –
Ř – S –
Š – T –
U – V –
W – X –
Y – Z –
Ž

## Y
- James Yannatos (1929)
- Yehuda Yannay (1937)
- Marco Aurelio Yano (1963–1991)
- Richard Yardumian (1917–1985)
- Bernhard Ycart (1440–1480)
- David Yeagley (1951)
- Maury Yeston (1945)
- Franck Christoph Yeznikian (1969)
- Stephen Yip (1971)
- Yoquijiro Yocoh (1925)
- Boris Yoffe (1968)
- Pietro Yon (1886–1943)
- Nat Yontararak (1954)
- Gordon Young (1919–1998)
- Charles Rochester Young (1965)
- Kenneth Young (1955)
- La Monte Young (1935)
- Eugene Ysaÿe (1858–1931)
- Maurice Yvain (1891–1965)